# 式村比呂
式村 比呂（しきむら ひろ）は、日本の小説家、ライトノベル作家。

## 概要
2011年よりインターネット小説投稿サイト小説家になろうに長編小説『レジナレスワールド』を投稿していたが、これが出版社アルファポリスの目に留まり書籍化。プロデビューを果たした。

## 作品リスト

### 小説
- レジナレス・ワールド
  1. レジナレス・ワールド１(ISBN 978-4-434-16835-2)
  2. レジナレス・ワールド２(ISBN 978-4-434-17522-0)
  3. レジナレス・ワールド３(ISBN 978-4-434-18283-9)
  4. レジナレス・ワールド４(ISBN 978-4-434-19033-9)
  5. レジナレス・ワールド５(ISBN 978-4-434-19760-4)
  6. レジナレス・ワールド６(ISBN 978-4-434-20589-7)
- 奥多摩個人迷宮～浸食してきた異世界迷宮
  1. 奥多摩個人迷宮～浸食してきた異世界迷宮 (ISBN 978-4-8000-0596-0)